# كأس النمسا 2004–05
كأس النمسا 2004–05 (بالألمانية: Österreichischer Fußball-Cup 2004/05)‏ هو موسم من كأس النمسا. أشرف على تنظيمه اتحاد النمسا لكرة القدم، وفاز فيه أوستريا فيينا.